# Krajcar Breg
 Krajcar Breg  (olaszul: Montecroce di Gimino) falu Horvátországban, Isztria megyében. Közigazgatásilag Žminjhez tartozik.

## Fekvése
Az Isztria középső részén, Pazintól 14 km-re délre, községközpontjától 5 km-re északnyugatra fekszik. Krajcarov brig és Krajcar brijeg néven is ismert. Településrészei Vitulići és Krajcari.

## Története
1857-ben 60, 1910-ben 98 lakosa volt. Az első világháború után a rapallói szerződés értelmében Isztria az Olasz Királysághoz került. Az 1943-as olasz kapituláció után szabadult meg az olasz uralomtól. A második világháború után Jugoszlávia, majd Jugoszlávia felbomlása után 1991-ben a független Horvátország része lett. Žminj község 1993-ban alakult meg. 2011-ben a falunak 50 lakosa volt.

## Lakosság
| Lakosság változása | Lakosság változása | Lakosság változása | Lakosság változása | Lakosság változása | Lakosság változása | Lakosság változása | Lakosság változása | Lakosság változása | Lakosság változása | Lakosság változása | Lakosság változása | Lakosság változása | Lakosság változása | Lakosság változása | Lakosság változása |
| ------------------ | ------------------ | ------------------ | ------------------ | ------------------ | ------------------ | ------------------ | ------------------ | ------------------ | ------------------ | ------------------ | ------------------ | ------------------ | ------------------ | ------------------ | ------------------ |
| 1857               | 1869               | 1880               | 1890               | 1900               | 1910               | 1921               | 1931               | 1948               | 1953               | 1961               | 1971               | 1981               | 1991               | 2001               | 2011               |
| 60                 | 61                 | 74                 | 69                 | 93                 | 98                 | 113                | 81                 | 98                 | 86                 | 82                 | 76                 | 58                 | 52                 | 52                 | 50                 |